# Taba Padang (Bindu Riang)
Taba Padang is een bestuurslaag in het regentschap Rejang Lebong van de provincie Bengkulu, Indonesië. Taba Padang telt 845 inwoners (volkstelling 2010).